# Mohammed Abdu
Mohammed Abdu Othman Al-Aseeri (árabe: محمد عبده عثمان العسيري; Abha, 12 de junho de 1949) é um cantor saudita, de repertório romântico, religioso e patriótico, apelidado de "o Artista dos Árabes". Considerado um tesouro cultural da música em língua árabe, ele faz parte do patrimônio artístico da canção do Oriente Médio.

## Biografia
Mohammad Abdu nasceu em 12 de junho de 1949 em Abha, capital da província de Assir, na Arábia Saudita.
Seu pai, Abdou Othman Al-A'asiri, era um pescador de modestas posses, em Tuhamat, na região de Assir que teve seis filhos com sua esposa Salma Nasr-Allah. Eles se mudaram para Jeddah quando seu pai decidiu aceitar um novo emprego como pedreiro, mas morreu de doença em 1953, quando Mohammed Abdu tinha apenas três anos. Sua mãe viúva e desamparada teve que se estabelecer, com ele e seus outros dois irmãos e irmãs, em um lar iemenita para famílias órfãs, chamado Ribat Abu-Zinadah. Ele passou toda a sua infância no porto de Jeddah e, graças à ajuda do futuro rei Faisal bin Abdulaziz Al Saud, pôde estudar em uma escola para órfãos.
Mohammed Abdu já se destacava por sua voz cantante em 1960, quando tinha 12 anos, e cantava em um programa de rádio chamado 'Baba Abba's'. Ele já tocava Oud.
Durante a adolescência, dividiu o tempo entre biscates e estudos, até que em 1963 obteve o diploma em indústria marítima no Instituto Industrial de Jeddah: estava destinado a se tornar engenheiro de construção naval. O instituto então pagou-lhe 100 riais por mês durante seus anos de estudo, o que lhe permitiu instalar sua família em uma pequena casa isolada.
Recusando-se finalmente a aperfeiçoar-se na construção naval em Itália, o seu destino foi então traçado para a carreira musical, quando, ajudado pelo poeta Tahir Zamkhashri, partiu para Beirute, no Líbano, onde conheceu o compositor sírio Mohamed Mohsen para gravar a sua primeira canção "Khassamat Aani Min Sinin". No Líbano, iniciou sua carreira com canções religiosas inspiradas na herança cultural iemenita. Ele então voltou para a Arábia Saudita de onde sua grande carreira internacional foi lançada.
Em 1970 fundou a gravadora Sout El Jezira, com sede em Jeddah, que foi adquirida pela Rotana em 2005.
A década de 1980 foi a época de ouro de sua música segundo os críticos da música árabe, sua já grande notoriedade nos países do Golfo e no mundo árabe em geral, então ultrapassou as fronteiras do Oriente Médio. Ele então desapareceu de cena de 1990 a 1997, por vários motivos, incluindo a Guerra do Golfo e o desaparecimento de sua mãe. Finalmente, em 1997 lançou mais de 5 álbuns em um ano.
Em 2008, participou no Festival de Fez das Músicas Sacras do Mundo, criando para esta ocasião uma canção em homenagem a Marrocos: "Ard El Maghreb" ('Terra de Marrocos').
Em 7 de junho de 2014 foi um dos grandes artistas convidados da 13ª edição do Festival Mawazine em Rabat, Marrocos, do qual fez o concerto de encerramento.
Com a criação da Autoridade Geral de Entretenimento iniciada em 2016 com o programa Saudi Vision 2030, um grande concerto é permitido em Jeddah em 30 de janeiro de 2017, o primeiro desde 2010. Mohammed Abdu se apresenta neste evento após o cancelamento sem explicação em setembro de 2016 de um concerto agendado para Riade, capital da Arábia Saudita. Mohammed Abdu cantou lá pela última vez em 1988 e o último concerto conhecido aconteceu lá em 1992.
Pouco antes da ascensão ao poder do príncipe herdeiro Mohammed bin Salman, pela primeira vez em 30 anos, ocorreu em Riad em 9 de março de 2017 um grande concerto de Rashed al-Majed e Mohammed Abdu, que pôs fim à proibição de concertos públicos no país, reunindo um público exclusivamente masculino de 2.000 espectadores.
Em agosto de 2018, teve que adiar seu grande show em Dubai, no Sheikh Rashid Hall no Dubai World Trade Center por um dia por causa do funeral de seu irmão Osman Abdu Othman Al Dahl al-Assiri. Ele já havia sofrido com a perda do irmão mais novo, seu empresário, em julho e mesmo assim garantiu um show no teatro Muftah em Abha, sua cidade natal.
Em 23 de setembro de 2018, em Jeddah, cantou no dia do Dia Nacional Saudita, por ocasião de um grande evento musical, organizado pela produtora Rotana, para marcar o aniversário da unificação do Reino em Estado soberano em 1932.

## Álbuns
Em 2018, foram lançados 65 álbuns de Mohammed Abdu.
- 2018, Omry Naher, 10 canções
- 2017, Ramad Al Masabeeh, 8 canções
- 2016, Ya Rahila, 6 músicas
- 2016, Aali Al Skoot, 4 músicas

## Vida pessoal
Casou-se em 1983 com Umm Abdul Rahman, de nacionalidade saudita, de quem se divorciou em 2009 e com quem teve sete filhos: Noura, Haifa, Ward, Rym, Dalal, Abderrahman, Badr, Khaled e Alya.
Em 2011, ele se casou novamente com uma francesa após uma estada na França por motivos de saúde. Ele tem dois filhos dessa nova união, um filho, Khalid, seu oitavo filho, e em 2018, uma filha chamada Anoud.